# 2473 Heyerdahl
2473 Heyerdahl è un asteroide della fascia principale. Scoperto nel 1977, da Nikolai Stepanovich Chernykh. presenta un'orbita caratterizzata da un semiasse maggiore pari a 2,2418007 UA e da un'eccentricità di 0,1348819, inclinata di 5,18633° rispetto all'eclittica.
L'asteroide è dedicato all'esploratore ed antropologo norvegese Thor Heyerdahl.